# Thiago Fernández
Thiago Cruz Fernández (ur. 3 kwietnia 2004 w Buenos Aires) – argentyński piłkarz występujący na pozycji lewego skrzydłowego, od 2023 roku zawodnik Vélez Sarsfield.